# Хронология украинского повстанческого движения (1943)
Ниже приведён список событий, связанных с участием Организации украинских националистов, Украинской повстанческой армии и других украинских националистических организаций за 1943 год.

## Хронология противостояния против Третьего Рейха и его союзников

### Январь
- 8 января — начальник полиции безопасности и СД сообщает о массовых арестах оуновцев в Магдебурге, Брауншвейге, Готе, Франкфурте на Майне, Праге. (Поданы имена арестованных). Во Львове арестован священник Йозеф Петерс, рожденный в Зидлунгсхаузене в 1905 году, за работу вместе с украинскими кругами, враждебную Рейху[1].
- 22 января — ещё одна волна массовых арестов сотрудниками гестапо членов ОУН-Бандеры в Германии: Вена — 2 человека, Оппельн — 10 человек, Ганновер — 55 человек, Берлин — 155 человек[2].

### Февраль
- 7—8 февраля — «первая сотня УПА» (командир Григорий Перегиняк-«Довбешка-Коробка») атаковала городок Владимирец в Ровенской области и напала на комендатуру шуцполиции. В ходе боя повстанцы взяли здание. Было захвачено 20 карабинов, 65 кос, амуницию. Также нападению подверглось здание, в котором квартировали «казаки». По данным УПА, погибли 7 противников, в том числе немецкий командир жандармерии. УПА потеряла одного убитого и двух раненых[3]. По данным польских историков Владислава и Евы Семашко, во время боя был убит один немец и трое «казаков» (предположительно — «власовцев»), кроме того, 6 «казаков» было взято в плен (их забрали с собой при отходе из Владимирца, по утверждению Владислава и Евы Семашко, на следующий день бойцы УПА зарубили их топорами в одном из домов в польской колонии Паросля)[4].
- 17-23 февраля — в селе Теребежи вблизи Олеско состоялась III конференция ОУН-Б, на которой было решено создать на Волыни полноценную военную повстанческую структуру. Программное выступление на конференции произнес Михаил Степаняк, который предостерег, что СССР может победить в войне. Он предложил немедленно начать восстание против немцев и освободить Украину от оккупации до прихода Красной Армии, его действия были поддержаны Проводом, но не были реализованы под давлением Дмитрия Клячкивского и Романа Шухевича по мнению которых, вооруженная борьба должна быть направленной в первую очередь не против немцев, а против советских партизан и поляков[5].
- 19-20 февраля — боёвка ОУН-Б под предводительством Ивана Климишина-«Крука» напала на тюрьму в городе Кременец, они освободили всех заключённых и без потерь покинули город[6][7].
- 22 февраля — бой «первой сотни УПА» с немцами у села Высоцк. Согласно версии УПА, сотня совершила нападение на немецкий гарнизон в деревне. В начале боя подразделение немцев насчитывало около 200 солдат. Бойцы УПА огнем начали теснить врага. Впоследствии на помощь немцам прибыло подразделение из около 350 солдат. Отряд УПА вынужден был отступить в лес, нанося значительный урон немецким подразделениям. Потери противника составили 20 человек, потери УПА — 2 человека, в том числе и командир, Григорий Перегиняк-«Довбешка-Коробка»[8]. Польский историк Гжегож Мотыка, ссылаясь на показания одного из бойцов отряда Перегиняка[9], приводит несколько иную версию боя. Немцы первые атаковали уповцев на постое и те после короткой перестрелки отступили. Перегиняк после первых минут столкновения находился в другом селе. Услышав выстрелы, он прискакал к месту стычки на лошади и сразу же погиб. В бою погибла также санитарка УПА, которая застрелила двух немцев из пистолета, ещё троих поразила гранатой[10].
- 26 февраля — боёвка ОУН-Б под командованием "Орлика" (Алексей Дивак) напала на тюрьму в городе Дубно. Были освобождены 60 заключенных и убиты 2 охранника[11].

### Март
- ?? марта — в начале месяца при переходе железнодорожного переезда вблизи станции Оженин Острогского района в Ровенской области отдел „Гордиенко“ (Гордей Вротновский) подвергся обстрелу со стороны венгерской охранной части. В то же время сотня под командованием «Бурсака» провела разоружение венгерского гарнизона (60 бойцов), охранявшего железнодорожный мост в с. Сытное Радивиловского района той же области. Пленных венгров отпустили на свободу[12].
- 9 марта — боёвка ОУН-Б под руководством Ивана Климишина-«Крука» напала на Великие Бережцы. Воспользовавшись нападением, местные сотрудники украинской вспомогательной полиции атаковали немцев, убили 14 человек и дезертировали[13].
- 10—11 марта — сотня УПА под командованием Сергея Качинского-«Остапа» атаковала хорошо охраняемый фанерный завод в Оржеве. Позже было подсчитано, что во время атаки было убито около 60 противников. Уповцы потеряли четверых убитых, в том числе Сергея Качинского[14]. Польские историки Владислав и Ева Семашко не подтверждают факт нападения УПА на завод в Оржеве[15]. Биографы, изучающие гибель «Остапа», ничего не говорит об успешном нападении на завод[16]. Польский историк Гжегож Мотыка считает, что оно закончилось полным фиаско, а охрана и рабочие фабрики не понесли заметных потерь. Только из пропагандистских соображений позже было решено преподнести это как большую победу[17].
- 17 марта — немецкая карательная экспедиция, в ряде которой были польские полицаи из 202-го батальона шуцманшафта принимала участие в пацификации Ремели[англ.], во время которой убили около 400 украинцев[18].
- 18 марта — сотрудники украинской вспомогательной полиции в Боремеле убили коменданта и сбежали из полицейского участка[13].
- 19 марта — по сообщению начальника полиции и СД: произведены аресты во Львове преподавателя старшинских курсов ОУН в Кракове Александра Кузьминского[19], коменданта старшинской школы ОУН в Мостах-Великих Василия Ковальского, лейтенанта Олексы Гасина-«Рыцаря» в Дрогобыче (позже освобожден переодетыми в форму СД членами ОУН по фальшивыми ордерам якобы из Берлина); по немецким данным, ОУН-Бандеры имеют на вооружении 15 тысяч винтовок, 45 тысяч гранат и 1550 пистолетов; арест 12 членов ОУН-Бандеры в Рогозном, более 40 — в Киеве, 22 — в Остроге; фиксируются многочисленные нападения подпольщиков Фронта Украинской революции на государственные и хозяйственные учреждения в Кременецком районе[20].
- 20 марта;
  - переход в УПА ровненской полицейской школы полковника Леонида Ступницкого-«Гончаренко» (возглавил штаб УПА-Север)[21].
  - в тюрьме в Сумах сотрудниками гестапо арестован и расстрелян глава Сумской областной сети ОУН-Б Семён Сапун[22].
- 20-22 марта — из Луцка по инициативе Степана Коваля-«Рубашенко» дезертировал хозяйственный батальон полиции, насчитывавший 320 человек. Вместе с ним к партизанам перешли охранные подразделения и районная полиция (около 200 человек). Перед уходом они в Луцке напали на лагерь для военнопленных, откуда освободили около 40 человек, а также открыли сборный пункт для принудительного труда рабочих. Батальон отступил к окраинам городка Колки, где на его базе был создан курень УПА во главе с «Рубашенко»[23].
- 21-22 марта — дезертировала вся украинская вспомогательная полиция в Кременце. Беглецы забрали со складов оружие и боеприпасы, и скрылись в лесу. Часть милиционеров разошлась по домам, другие присоединились к мельниковскому партизанскому отряду «Хрена» (Николая Недзведского) и бандеровскому отделу «Крука» (Ивана Климишина)[24].
- 22 марта — уповцы окружили школу в Млыновцах, где находился немецкий гарнизон из нескольких человек. Здание сожжено вместе с немцами и тремя ночевавшими там поляками[25].
- 24 марта — отряд УПА Степана Трохимчука ("Недоли") и боевки во главе с "Гонтой" (всего 150 бойцов) атаковали исправительно-трудовой лагерь Осада Креховецкая (ныне село Новая Украинка Ровенского района). После двух часов боя лагерь был в руках партизан. Повстанцы уничтожили 13 оккупантов и освободили 176 заключенных при своих потерях в двое погибших и одного раненого[26].
- 25—26 марта — уповцы обстреляли Мацеев. В погоню за партизанами немцы отправили 103-й полицейский батальон, насчитывавший около 220 человек. Сразу же после выхода из города полицейские дезертировали и создали курень УПА, который возглавил инициатор побега Иван Климчак-«Лысый»[23].
- 27 марта;
  - по сообщению рейхскомиссара Украины Эриха Коха в ночь с 20 на 21 марта, украинские «национальные банды» атаковали все без исключения местные сельскохозяйственные учреждения в Кременецком районе. Убито 12 немцев, солдат и гражданских служащих (в основном лесников), полностью уничтожен один объект[27].
  - уповцы атаковали Олыку. Местный отдел украинской  полиции дезертировал и присоединился к националистам. Немцы забаррикадировались в замке. Утром партизаны отступили[23].
- 27—28 марта — отряд УПА под командованием Алексея Брыся[укр.]-«Остапа» атаковал Горохов. Повстанцами были захвачены банк, мельница и почтовое отделение, разрушена тюрьма, где несколько заключённых были освобождены. Местный гарнизон украинской вспомогательной полиции дезертировал и присоединился к повстанцам[23]. Однако овладеть всеми важными объектами уповцы не смогли. Гороховский гарнизон, состоявший из 60 немецких солдат, оказал сопротивление. Возле укрепленного здания гебитскомиссариата погибло пятеро партизан. Уповцы отступили из города в 4 часа утра. При отступлении были убиты двое гражданских поляков[28][29].
- 28 марта — немецкая карательная экспедиция численностью в 1500 солдат атаковала сотни «Шпака» и Андрея Довгальца («Скирды»)[30] в окрестностях райцентра Людвиполь (ныне Сосновое на Ровенщине)[31]. Бой продолжался более трех часов. Повстанцы отбили четыре наступления, но большое численное преимущество врага заставило их отступать в глубь леса[32]. Нацисты, если верить отчетам УПА, потеряли 58 человек убитыми[33]. В отместку они сожгли Людвиполь и соседний Губков[34].
- Немецкий документ «Национально-украинское бандитское движение» зафиксировал 8 атак УПА против немцев на Волыни за март 1943 года[35].

### Апрель
- 1 апреля;
  - УПА атаковало спиртзавод в селе Горынка. Один немец убит, шестеро украинских полицейских перешли на сторону повстанцев[36].
  - в своём донесении один из руководителей немецкой фирмы «Украина-дерево» Шенк писал о том, что на Волыни кроме советских партизан существует большое количество «националистических партизан», которые «требуют свободной Украины и ухода немцев». Их нападения растут даже среди белого дня. И что со стороны УПА пострадали уже много лесопилок и погибло около 400 немецких служащих и рабочих[37].
- 4 апреля — уповцы организовали засаду на немецкую карательную экспедицию у села Постийное[38]. По украинским данным, в результате засады было убито около тридцати немцев. Были затрофеено два крупнокалиберных пулемета, радиостанция, две повозки с боеприпасами, винтовки и пистолеты[39].
- 6 апреля — произошёл бунт украинской полиции в Ковеле. Дезертиры убили 18 немцев и выпустили всех заключённых из концлагеря[40]. Дезертирство было обусловлено договоренностями между украинскими повстанцами и советских партизанским военачальником Александром Сабуровым (кадровым офицером НКВД), и командиром партизанской бригады, подполковником Разведывательного управления Красной армии Антоном Бринским. Последнему удалось добиться временного нейтралитета с повстанцами Полесской Сечи, сотрудничества с бандеровцами на Волыни в боях с немцами[41].
- 9 апреля — нападение УПА на немецкий конвой из арестованными в селе Шкроботовка Тернопольской области (убито 7 немцев, освобождены 30 арестованных)[38].
- 10 апреля;
  - Немцы пацифицируют село Княже (Гороховский район): убивают от 172 до 425 украинцев и сжигают 40 хозяйств[42].
  - сотня УПА "Богуна"[43] напала на Степань (переодевшись в советских партизан). Разгромлены почтовое отделение и городская администрация. Погибли немецкий жандарм и несколько поляков-полицаев[44].
- 10-11 апреля — дезертирство батальона охранной полиции из украинцев и поляков в посёлке Ярмолинцы (Каменец-Подольская область). Полицаи убили 9 немцев и укрылись в Теофипольских лесах. Последовал отход на север где 90 полицейских-украинцев вступили в УПА, 60 полицейских-поляков, поверив в гарантии безопасности, вернулись в Ярмолинцы, где их расстреляли; создание отдела УПА в Сатанивском районе (командир «Ветер»)[45].
- 12—13 апреля — подразделение Украинской повстанческой армии (сотня Никона Семенюка-«Яремы») атаковало местный полицейский участок в Цумани. Немцы были разбиты, погибло около 20 противников. Уповцы захватили оружие, униформу[46].
- 13 апреля — дезертирство вспомогательной полиции из украинцев в Ратно. Дезертиры убили немцев, а заодно расправились с несколькими польскими семьями, которые, вероятно, находились в чёрном списке ОУН[47].
- 17 апреля — повстанцы под руководством "Вишневецкого" напали на райцентр Локачи. После трех часов пребывания в городе уповцы разгромили районную управу, захватили аптеку, два автомобиля и убили 14 поляков[48].
- 19 апреля — между сотней УПА «Черноморца» (Евгения Басюка), насчитывавшей 120—180 человек, и ротой венгерских солдат, был трехчасовой бой у села Будераж Здолбуновского района Ровенской области. На помощь венграм прибыли немецкие войска, в результате чего повстанцы вынуждены были отступить двумя группами в Кременецкие и Точевицкие леса, потеряв 2 раненых и 7 убитых. Среди венгров и немцев было 15 убитых и 19 раненых[49].
- 21 апреля — согласно донесению советского партизанского командира Ивана Шитова партизанские отряды украинских националистов усиливаются, однако диверсионной деятельностью против нацистов они не занимаются и ведут против них лишь оборонительные бои. Немцы «со всей силой обрушились на националистов», в листовках Тараса Бульбу (Боровца) называют «Дон-Кихотом», заявляют, что украинские националисты помогают большевикам[50].
- 22 апреля — отряды УПА снова напали на райцентр Горохов, вывезя из городка трофеи — одежду и пищевые продукты[51].
- 22-23 апреля — года отряды УПА под командованием Ивана Литвинчука («Дубового») провели масштабную военную операцию в посёлке Яновая Долина (ныне — село Базальтовое) Костопольского района Ровенской области. Считается, что атака была объяснена желанием украинских повстанцев получить взрывчатку. Уповцы встретили сопротивление в посёлке только в двух местах: в квартале каменных домов «С», где засели вооружённые охотничьими ружьями поляки, и возле укреплённого центрального здания, где был расквартирован небольшой немецкий гарнизон. Были взорваны два железнодорожных моста, разрушены различные склады, захвачены тонны взрывчатки в карьере. Польские историки эту операцию трактуют исключительно как антипольскую акцию. Они считают, что жертвами этой акции стали около 600 поляков, большинство из них погибли в огне пожаров. Когда в 4 часа утра небе появился немецкий разведывательный самолет, украинские партизаны, опасаясь немецкого подкрепления и окружения, отошли в лес[52][53]. Потери УПА (по собственным подсчётам) составили 4 убитых и 3 раненых[54].
- ?? апреля;
  - в конце месяца в селе Мосты разведывательный отдел УПА разоружил 10 венгров, добровольно сдавшихся в плен. За попытку побега 2 гонведов были убиты, еще 2 ранены, а остальные были отпущены на свободу[55].
  - в селе Суск бульвовцы устроили засаду на взвод 202-го батальона шуцманштафта, 1 полицай убит в бою и 5 были ранены[56].
- Немецкий документ «Национально-украинское бандитское движение» зафиксировал 57 атак УПА против немцев на Волыни за апрель 1943 года[35].

### Май
- 4-5 мая — повстанцами из куреня ОУН-М "Хрена" была предпринята попытка захватить Шумск, но немцы отбили атаку[57].
- 6 мая — согласно данным, полученным от советского партизанского командира Шитова, бульбовцы вели бои с немцами на правом берегу реки Случ. В то же время, бандеровцы готовят нападение за рекой Буг, где концентрируются немцы. Украинские националисты ведут агитацию среди украинского населения, направленную против немцев и против Советской власти. В селах стоят большие кресты с надписью: «Или получим Свободную Украину. Или погибнем за неё!»[58].
- 7 мая;
  - согласно донесению начальника полиции безопасности и СД, крупная украинская «национальная банда» пленила двух патрульных вермахта в Цуманьском районе. Пленники вскоре были отпущены, через них националисты передали письмо с угрозами гебитскомиссару Цумани: «ваш Цумань вместе с вами и вашими поляками взлетит на воздух. Не радуйтесь тому, что вы, оккупировав Украину, сжигаете ее, пьете народную кровь и угрожаете своими танками. Наша грудь крепче ваших танков, наша гордость сильнее вашего гестапо. Мы знаем, что вы пришли для того, чтобы разорить Украину и уничтожить украинцев! За это вы расплатитесь собственной кровью!!»[59].
  - отряд партизан из мельниковской фракции ОУН под командованием «Хрена» (Николая Недзведского) на Дубненщине убил главу Украинской автономной православной церкви в юрисдикции Московского патриархата Алексия (Громадского). В мемуарах Максима Скорупского («Макса»), командира четы этого отряда, писалось, что убийство было случайным, поскольку партизаны ставили цель напасть на немецкий транспорт с оружием. Однако таких машин долго не было. И оуновцы зачем-то обстреляли первый автомобиль, который попался им на глаза. Это, собственно, была машина, по которой и ехал Алексей (Громадский). Вместе с епископом погибли еще три человека (в том числе и его секретарь)[60].
- 9 мая — УПА напала на немецкую экспедицию, которая осуществляла реквизицию в селе Яполоть. После шестичасового боя немцы отсутпили. УПА потеряла троих убитых и четырех раненых[61].
- 11 мая — согласно донесению советских партизан, немцы и польские полицаи после победного боя с уповцами, пацифицируют село Великие Цепцевичи: «разбили националистов и забрали украинскую молодежь для отправки в Германию»[62].
- 12 мая — сотня УПА «Цыгана» (Павел Цынко) сделала засаду вблизи села Янкевичи (теперь Иваничи) Костопольского района Ровенской области на группу немцев, польских полицаев и венгров, возвращавшихся после продовольственной вылазки в украинские села, в результате чего были отбиты все забранные у крестьян продукты[63].
- 13 мая — возле села Черныж десять повстанцев попали в немецкую засаду. В перестрелке погибли все. Как выяснилось, это были охрана и сотрудники действующего штаба Украинской Повстанческой Армии. Тогда погиб первый главнокомандующий УПА Василий Ивахив (Сонар), начальник штаба УПА Юлиан Ковальский (Гарпун) и адъютант штаба Семен Снятецкий (Сивко). Погибшие были похоронены в братской могиле в селе Бичаль (теперь Костопольский район Ровенской области). Посмертно Василий Ивахив награждён Золотым Крестом Боевой Заслуги 1-го класса и удостоен званию подполковника УПА. В 2004 году там был открыт и освящен памятник погибшим[64]. О маршруте передвижения штабистов УПА оккупантам донес поляк[65].
- 20 мая — по сообщению советских партизан, бульбовцы в этот день разгромили немецкий гарнизон в селе Чудель, уничтожив до 30 противников[66][67].
- 21 мая;
  - между Радухувкой и Старожуковым украинские повстанцы напали на немецкий конвой, ядро которого составляли польские полицейские из 202-го батальона шуцманшафта. Польские полицейские были прижаты к земле огнем одновременно с трёх сторон. К их счастью, в районе пролетал немецкий самолёт. Он спикировал к месту боя, сбросил несколько малокалиберных бомб и открыл огонь из бортового оружия, обстреляв как украинских партизан, так и польских полицейских. Это заставило УПА отступить. Согласно воспоминаниям бойца 202-го батальона, полицейские потеряли пятерых убитыми и двух ранеными, не считая убитых мирных жителей[68]. Украинцы оценили потери противника в 35 убитых и 10 раненых. У них тоже было пятеро убитых и двое раненых[69].
  - отряд УПА «Яремы» (Никон Семенюк) вблизи села Клесов (Сарненский район) организовал засаду, в которую попал небольшой отряд немецких полицейских. В ходе столкновения были убиты 26 немцев. Партизаны захватили два пулемета, шесть автоматов и восемнадцать карабинов[70].
- 30 мая — немецкая карательная экспедиция, в ряде которой были польские полицаи принимала участие в пацификации Дермани, во время которой сожгли восемьдесят зданий, и 70 украинцев убили[71].
- 31 мая — немецкие войска при поддержке венгров окружили Точевитский лесной массив в Ровенской области, где располагалось подразделение УПА «Черноморца» (Евгений Басюк). Во время антиповстанческой операции венгерские войска, по приказу немцев, были вовлечены в прочесывание лесов. В результате длительной осады украинские партизаны были вынуждены под прикрытием ночи отступить, оставив на месте постоя заминированное поле, вступив на которое, гонведы понесли потери. Сам «Черноморец», по показаниям на допросе, получил в бою 12 ранений[72]. Немцы и венгры по повстанческим данным, потеряли 22 человека[73].
- Немецкий документ «Национально-украинское бандитское движение» зафиксировал 70 атак УПА против немцев на Волыни за май 1943 года[35].

### Июнь
- 1 июня — в донесении советских партизан, сказано, что в лесах Острожского, Шумского и Мизоцкого районов националисты активизируют свои действия против немцев. По 60-70 повозок "выезжают на засады и разные операции". Проходит обучение мобилизованных украинцев военному делу даже с песнями. В крупных деревнях проводят митинги и агитацию, направленные на борьбу против немцев и советской власти, обязывают организовывать перевязочные пункты[74].
- 1-13 июня — партизаны осаждали городок Колки. Окружив населенный пункт плотным кольцом, отделы УПА его полностью заблокировали. После переговоров с немецким администрацией командование отделов УПА позволило покинуть городок полякам и немцам, которые вышли по коридору 5 и 13 июня. В тот же самый день 13 июня в населенный пункт вошел курень УПА под командованием Степана Коваля-"Рубашенко", который расквартировался в городке превратив его в "столицу" т. н. "Колковской республики". Поселок Колки был местом, где сосредоточился ведущий актив бандеровской ОУН и повстанческой армии (в частности, на этой территории находился штаб командира УПА, Дмитрия Клячкивского). В городке происходила курсы для командиров УПА, действовали типографии, госпиталь, мастерские, была восстановлена электростанция. В клубе проводили собрания, концерты, читали лекции. С сентября началась учёба детей. Отряды самообороны из местных жителей отвечали за соблюдение общественного порядка[75].
- 5 июня — по данным и. о. начальника УШПД полковника Соколова в Кременецком районе 6 апреля 43 г. немцы объявили чрезвычайное положение из-за нападения на них в этом округе украинских националистов «бандеровцев». Немцев вытеснили из многих населенных пунктов, и им удалось восстановить позиции с помощью карательных отрядов[76].
- 7 июня — руководитель СС и полиции в генеральном комиссариате Волынь и Подолья бригаденфюрер СС Вильгельм Гюнтер издал приказ №41 о ликвидации украинских партизан и установлении контроля над территорией. Чтобы восстановить контроль над регионом, немцы начали антипартизанские действия в районах Любомля, Владимира-Волынского, Горохова и Дубно[77].
- 10 июня — боевка ОУН под командованием В. Ткачука („Николай“) совершила нападение на взвод венгров (50 человек) вблизи села Мощаница Острожского района, осуществлявший охрану железнодорожного пути. В результате атаки были разоружены 20 гонведов. В помощь врагу со станции Кривин Каменец-Подольской области прибыл бронепоезд, в результате чего повстанцы были вынуждены отступить[78].
- 12 июня;
  - близ села Онишковцы в Шумском районе, в засаде организованной куренем "Крука" (Иван Климишин) был атакован полицейский конвой из Шумска. Погибли 9 немцев и поляков, несколько были ранены[79].
  - украинские партизаны напали на две роты немцев и польских полицейских между Берестовцем и колонией Уцекай в Костопольском районе. Семь немцев и пятнадцать польских полицейских были убиты. Две машины были сожжены[79].
- 19 июня — сотня УПА "Босоты" (Матвей Токарь) напала на немецкое хозяйство (штатсхут) в селе Угринов Гороховского района Волынской области, которое охранялось немцами и польскими полицаями. Германская охрана засела в местной церкви, а часть сбежала. Уповцы по церкви не стреляли[80]. В этом бою погибло 5 повстанцев, а противник по украинским данным потерял 40 человек убитыми[81].
- 20 июня;
  - отряд УПА под командованием Иван Климишина-«Крука» снова атаковал немцев в Великих Бережцах, разгромив местную администрацию, при этом один немец перешел на сторону УПА[82].
  - в Заболотье на Ковельщине по инициативе Степана Радеши-«Подковы» дезертировал гарнизон украинской вспомогательной полиции из 38 человек. Перед уходом они в посёлке подожгли все районные учреждения. Полицейские пополнили ряды куреня УПА «Буг» во главе с «Лысым»[83].
- 25 июня — рейхскомиссар Украины Эрих Кох с тревогой информировал рейхсминистра Альфреда Розенберга о высокой активности УПА: «Украинские национальные банды имеют своё строгое и умелое руководство и столько вооружения, что вызывает удивление… Они нападают на важные объекты по жизнеобеспечению страны и поставкам продовольствия на фронт: на железную дорогу, дороги и мосты, государственные хозяйства, фермы, склады хлеба и сена, а также на доступные им промышленные предприятия…», также он добавил, что в период с 9 по 15 июня 1943 года в одном только Луцком районе уповцы убили 29 человек: 25 солдат и полицейских, 3 гражданских сотрудников администрации, один член организации «Тодт»[84][85].
- 26 июня;
  - по сообщению советского партизанского военачальника Василия Бегмы, в селе Гораймовка произошёл бой между УПА и немцами. Националисты потеряли 19 человек убитыми, а немцы — 4 человека. После перестрелки немцы решили отступить из села, но уповцы устроили на них засаду на выезде и убили ещё 7 немцев[86].
  - уповцы взорвали железнодорожные пути между Немовичами и Малинском, и после короткого боя захватили поезд с боеприпасами[87].
- 29 июня;
  - на дороге Шкроботовка-Ямполь повстанцами были разбиты два грузовика с немцами[70].
  - уповцы атаковали каменную школу в Андреевке (не существующая ныне польская колония в Луцком районе), где располагался гарнизон из трёх немцев и польского шуцманшафта. Также там ночевало гражданское население. Уповцы обстреляли дом из малокалиберной пушки, повредив его уголок. Однако после четырёхчасового боя немцы и полицаи отбили атаку. Погибли десять оставшихся у себя дома поляков. В отместку немцы вместе с польскими шуцманами пацифицировали село Красный Сад — там погибли до сотни украинцев[88][89].
- 30 июня — отдел УПА «Черника» (Дмитрий Казван) разоружил 10 венгров в Кременецком районе[78].
- ?? июня;
  - нападение УПА (вероятно отряда «Коры» (Макара Мельника) на Березно. В городе размещалась 2-я рота польского 202-го полицейского батальона, которая отбила атаку. Однако несколько поляков погибли, а часть города была сожжена. Был также убит бургомистр Березно[90].
  - вблизи села Стадники Острожского района местная боевка ОУН разоружила группу венгров, перегонявших награбленный скот. При этом венгерские гонведы не сопротивлялись и после разоружения были отпущены на свободу[63].
  - на дороге Белокрыница-Голубы сотники "Хрена" и "Крука" неудачно организовали засаду на грузовики, перевозившие сахар из Дубно. Сотня «Крука» потеряла трех человек убитыми. У немцев, по имеющимся данным, один убитый и двое раненых[87].
  - в селе Грановка Радивиловского района произошло нападение местной боевки ОУН на зерновой склад, который охраняли венгры. Последние не оказали сопротивления, и захваченное зерно украинские подпольщики раздали крестьянам[91].

### Июль
- ?? июля — сотня УПА «Великана» (Михаила Кондраса) осуществила засаду на немецко-венгерскую автоколонну, которая двигалась вдоль шоссейной дороги между селами Михайловка и Сытное в Радивиловском районе. В результате боя между отделом УПА и венгерским подразделением (300 человек) гонведы по данным УПА потеряли убитыми 50 солдат и нескольких офицеров, а повстанцы, захватив трофейное оружие, отпустили пленных венгров[92].
- 5 июля — в результате засады УПА на мосту между сёлами Островки и Боровое были убиты немецкий офицер и несколько солдат. Это нападение националисты пытались организовать таким образом, чтобы ответственность за это упала на польских подпольщиков и спровоцировать немцев на пацификацию Островков. Немцы, однако, разоблачили настоящих организаторов атаки, однако они всё же сожгли одно хозяйство и убили двух польских жителей села[93][94].
- 7 июля — по сообщению советского партизанского командира Ивана Шитова, бульбовцы в боях с польской полицией и немцами у села Маринин отбили у немцев тяжёлый пулемёт. В это же время партизаны (не установлено, из которого отряда) захватили у бульбовцев 2 пулемёта. 8.07.43 года немцы привели подкрепление, отбили у бульбовцев пулемёт, разогнали их и сожгли село Маринин[95].
- 8 июля;
  - неудачный для отряда УПА им. Богуна бой с немцами и полицаями-поляками (до 100 человек) у села Диковины. Погиб сам командир отряда и трое его бойцов[96].
  - немецкая полиция напала на лагерь УНС (17 человек) между селами Росохач и Майдан и его разгромила (погибли 10–12 человек, 2 попали в плен). Уэнесовцы проводили учения на лесной поляне. Место лагеря обнаружили лесники-поляки, которые донесли в дрогобычское гестапо[97][98].
- 9 июля — начальник УШПД Тимофей Строкач утверждает, что в начале июня немцы арестовали и направили в Ровенскую тюрьму украинское националистическое руководство города Сарны: главу районного управления Маринюка и других. Председателем районного управления назначен поляк Оливиниский[99].
- 13 июля — немцы пацифицировали сёла Демидовку, Вербу, Ужинец и Малин. Согласно разведывательной сводке начальника УШПД Тимофея Строкача от 31 июля, это было сделано в ответ на убийство бульбовцами ландвиртов (оккупационных чиновников, отвечавших за сельское хозяйство) Демидовского и Вербовского районов,[100]. В Малине убито от 532 до 603 человек — в основном чехи и украинцы. Вместе с нацистами в расправе также принимала участие польская шуцполиция. В Малине также была разгромлена ячейка «Юнацтва» ОУН из нескольких десятков человек[101].
- 14 июля — по сообщению начальника УШПД Тимофея Строкача, в начале июня немецкие части в окрестностях сел Великий Мидск и Малый Мидск пытались перейти через реку Горынь с целью завладеть указанными селами и селом Степань. Однако «бульбовцы», занимавшие указанные села, оказали немцам сопротивление и убили 15 солдат, после чего немцы все же переправились через Горынь и заняли Степань, причем взяли в плен и расстреляли 200 националистов из находившегося в Степане бульбовского отряда «Легенда». Оставшиеся ушли в лес. 6 июня бульбовцы напали на немецкий гарнизон в Степане и снова заняли село[102].
- ?? июля — в середине месяца произошло нападение отдела УПА на венгерский железнодорожный блокпост в селе Михайловка Радивиловского района. На помощь венграм пришло подкрепление, и повстанцы отступили[103].
- 17 июля — немцы при поддержке польской полиции вновь попытались пацифицировать село Хмелёвка, но уповцы заставили их отступить, уничтожив 10 противников[104].
- 18 июля — у села Яполоть уповцы устроили засаду на германский полицейский конвой (два грузовика, экипаж: двадцать немцев и десять поляков из 202-го батальона шуцманшафта), который ехал из Степаня с реквизированным продовольствием. Согласно воспоминаниям выжившего полицая 202-го батальона, в бою погибли 24 полицая, трое были ранены[68].
- 19–20 июля — третий отдел отряда «Верещаки» (Фёдор Воробец) вступил в стычку с шуцманами и венгерскими войсками вблизи Янушполя[105].
- 24 июля — немецкая карательная экспедиция, в ответ на нападение УПА на Liegenschaft и гибель нескольких немцев, провела пацификацию сел Туличев, Радовичи, Литин, а также ряд польских колоний на Ковельщине. Вероятно, были убиты несколько сотен человек, из которых 27 поляков в Абрамовцах[106]. В Радовичах и Туличеве немецкая экспедиция столкнулась с украинскими партизанами. Против повстанцев применялся самолет и тяжелая артиллерия. В тяжелом бою со стороны УПА погибли 22 партизана[107]. Немцы, якобы поддерживаемые польской полицией, по данным УПА потеряли 180 бойцов убитыми[108].
- 25 июля — сотня УПА под командованием Гордея Вротновского-«Гордиенко» во время рейда в Житомирскую область атаковала лесопилку в пригороде Коростеня. Несколько немцев погибли, остальные сбежали. Два шуцмана сдались[109].
- 28 июля — сотня УПА под командованием Гордея Вротновского-«Гордиенко» сражалась у села Устиновка (Малинский район) с ротой курсантов школы жандармерии с города Коростень[110]. После двух часов боев немцы бежали, по данным УПА оставив 76 убитыми. Шесть жандармов были взяты в плен и расстреляны после допроса. Всего погибли 82 полицейских и жандармов, в том числе командир. Число убитых показывает, что партизаны, скорее всего, добили раненых. Уповцы, согласно отчетам, представленным после возвращения с рейда, потеряли лишь двоих легко раненых[111]. Однако согласно мемуарным воспоминаниям Максима Скорупского, сотня потеряла в бою более 20 человек, что вынудило её вернуться на запад[112].
- 29 июля — по сообщению начальника УШПД Тимофея Строкача, в Олыку (32 км от Луцка) 27 июля Волынской области прибыло 2500 гестаповцев, снятых с Восточного фронта, якобы для борьбы с националистами. Полиция отмобилизована[113]. В тот же день, но в другой сводке Строкач докладывал, что в Коростене немцами раскрыта местная подпольная организация украинских националистов, имевших на вооружении винтовки, пулемёты, пистолеты и т. д. 70 человек арестовано и направлено в Житомир. Немцы устроили там специальный лагерь для содержания украинских националистов[114].
- конец июля — нападение УПА на Киверцы. В городе был расквартирован гарнизон из венгров и голландских коллаборационистов, охранявших железнодорожную станцию. Враги уже были проинформированы разведкой о готовящимся нападении националистов, поскольку уже происходили ранее атаки на пригороды и были направлены против поляков. В Киверцы также прибыло немецкое подразделение из Луцка. Атака была успешно отбита. 30 националистов и сопровождающий их украинский православный капеллан были взяты в плен и вскоре расстреляны[115][116].

### Август
- 7 августа — у села Остров, что под Киверцами, украинские повстанцы убили десять немцев, еще семеро были ранены[117].
- 8 августа — курень УПА под командованием «Бористеня» (Дмитрий Коренец) атаковал Владимирец[118]. Сразу после начала атаки 30 украинских полицейских, дислоцировавшихся в городке, перешли на сторону повстанцев. Часть уповцев осадила немецкий гарнизон из шести человек, засевший в каменной школе, но главное острие атаки было направлено на церковь святого Юзефа, где была база польской самообороны. К счастью для поляков, на тот момент к Владимирцу прибыло немецкое подкрепление, что заставило УПА отказаться от дальнейшего штурма и отступить. Сразу после нападения немцы эвакуировали из городка своих солдат и польское население[119].
- 9 августа — в селе Влащинцы в Кременецком районе УПА отразила атаку немецкой карательной экспедиции из 70 человек[117].
- 9-15 августа — в ответ на повстанческие атаки на юго-востоке Ровенщины венгерские военные ограбили и сожгли в этих районах сёла Певче, Белашев, Суймы, Степановка, Марьяновка. Во время проведения «продовольственной операции» в селе Ивачков против оккупантов выступил отдел УПА, отобравший у венгров награбленною продовольствие и скот и убивший несколько гонведов[120].
- 10 августа — УПА вела бой с немцами в Вышгородке Кременецкого района. Немцы потеряли 20 человек убитыми и 20 ранеными[117].
- 11 августа — на дороге Вишневец-Кременец УПА уничтожила карательный отряд, состоявший из немцев и польских полицейских. По имеющимся данным, погибло до сорока человек[121].
- 13 августа — курень УПА «Негуса» (Сергей Олеськив) совершил нападение на место дислокации роты венгерских гонведов в селе Сторожев Корецкого района. После ожесточенного боя, который длился всю ночь, венгры понесли потери и отступили[122].
- 14 августа — в Радивиловском районе украинская самооборона (СКВ) убила 32 и ранила 10 немцев и польских полицаев, возвращавшихся с награбленным имуществом[123].
- 14-15 августа — немцы сломили сопротивление повстанцев и сожгли село Копытов возле Корецка, потеряв, по повстанческим сообщениям, 35 убитых[124].
- 15 августа — главнокомандующий УПА Дмитрий Клячкивский-«Клим Савур» приказал провести на подконтрольных УПА территориях парцеляцию помещичьих имений и брошенных немецких хозяйств, а также организовать выборы органов местного самоуправления и наладить украинское образование на уровне начальной школы[125].
- 15-16 августа — состоялось единственное зафиксированное в немецких документах боевое столкновение кавалерийской дивизии СС «Флориан Гайер» на Волыни с отрядом УПА. Это произошло на Гороховщине в районе сёл Подберезье, Марковичи и Мирков. Противником кавалеристов выступила сотня Николая Новосада («Грома») из куреня УПА под командованием Павла Скибы («Мирона»). В районе Подберезья подразделения зенитного дивизиона дивизии под командованием штурмбаннфюрера СС Гельмута Бартельмеса попали в засаду УПА. Их обстреляли из пулемёта и миномёта. Один немец получил тяжёлое ранение. Далее эсэсовцы были более осторожны. Они окружили Подберезье, однако повстанцы успели незаметно село оставить. Не зная о том, немцы дождались вечера и пошли на штурм, подпалив при этом несколько домов зажигательными боеприпасами[126]. Подберезье было захвачено и в результате поджога сгорело полностью. Данные о потерях с обеих сторон отсутствуют. Упоминание о сожжении этого села фигурирует в повстанческой документе «Отчет по общественно-политической обстановки округа Владимир-Балта за август 1943». Там же указано, что в течение месяца (20 июля — 20 августа 1943 года) «от немецкого террора» в Подберезье погибло 17 человек. После захвата Подберезья эсэсовцы стремительным ударом зачистили от повстанцев села Марковичи и Мирков. Всего ими было убито 5 партизан, ещё два попали в плен, а остальные ушли в окрестные леса. Днём 16 августа зенитчики достигли села Терешковцы, где до конца дня имели ещё два «контакта с врагом», но повстанцы уклонились от серьёзного боя[127].
- 18 августа — первая наступательная операция Украинской Народной Самообороны в Галичине — нападение УНС на Баундист (Baudienst — строительная служба) около города Сколе. Лагерь был захвачен после непродолжительной перестрелки. Были освобождены узники — работники карьера[128].
- 19-20 августа — нападение УПА на Камень-Каширский. Атаку осуществили силы УПА под командованием Юрия Стельмащука-«Рыжего»: курень «Крыгы» и сотни Ивана Клымчака-«Лысого» и «Кубика» (до 800 человек) при поддержке тяжёлых миномётов и орудия калибра 76 мм[129]. Согласно радиограмме начальника Ровенского областного штаба партизанского движения генерал-майора Василия Бегмы уповцы убили 70 немцев[130]. Немцы оценивают свои потери в 10 человек убитыми[131]. Повстанцы вывезли 6000 центнеров соли, 500 центнеров муки, 30 центнеров сахара, кожу, военные униформы, 7 мотоциклов, лёгковой автомобиль, 11 лошадей с седлами, 4 радиоприёмника, 1 радиостанцию, 16 печатных машинок, 100 пистолетов, 4 немецких автомата, 10 пулемётов, 20000 патронов[129]. Польские историки трактуют это событие, как антипольскую акцию. Согласно их данным, украинские националисты убили на улицах города 120 поляков[132].
- 21-25 августа — в селе Золотая Слобода на Тернопольщине по инициативе Романа Шухевича состоялся III Большой Сбор ОУН-Б[133].
- 24-25 августа — нападение УПА на Мизоч. Его осуществили с восточной стороны два куреня УПА (Дубенский и Кременецкий) под командованием Петра Олейника-«Энэя» и Максима Скорупского-«Макса» (около 1000 человек). В Мизоче был расквартированный немецко-венгерский гарнизон, а также польский отдел шуцполиции[134]. По мнению украинского историка Николая Поровского целью атаки УПА на Мизоч была добыча сахара[135]. Боевые действия с оккупантами сочетались с резнёй мирных поляков и сожжением большинства зданий городка[136]. Сотня УПА под личным командованием Скорупского захватила сахарный завод, выбив оттуда венгров. Получив сообщение о подкреплении противника, уповцы начали поспешно грузить сахар на автомашины и подводы. Загрузив весь транспорт сахаром и добытым на заводе имуществом, повстанцы положили на подводы своих убитых и раненых и на рассвете отправились обратно в лагерь. Их атаковали немецкий самолёт. Несколько автомашин сгорели, но в целом колонна добралась до леса[137]. В результате атаки погибли от 80 до 100 поляков. В их число входят и несколько полицаев находившихся на службе у нацистов. В последующие дни после этого нападения большинство других поляков, опасаясь за собственные жизни, оставили городок и под конвоем немцев выехали сначала в Здолбунов, а затем дальше на запад[136]. По словам Владислава и Евы Семашко, в городке также была дислоцирована подпольная ячейка Армии Крайовой, однако она не сыграла никакой роли в защите поляков. Некоторых поляков укрыли чехи, их повстанцы не трогали[138].
- 27 августа — у села Грядки в стычке с немецкой карательной экспедицией убит политический референт Военного Округа УПА «Богун» Василий Булавский (Максим)[укр.][139].
- ?? августа;
  - венгерское подразделение, которое по приказам немецкого командования осуществляло карательные пацификационные акции в Костопольском и Сарненском районах Ровенской области, в результате неожиданной атаки боевки ОУН вблизи села Немовичи, было вынуждено отступить в Сарны и в дальнейшем отказаться от участия в борьбе против украинских партизан[122].
  - отряды УПА, подчинённые Ивану Литвинчуку-«Дубовому» атаковали Клевань. В посёлке дислоцировалась одна из рот 202-го батальона шуцманшафта. Кроме него, нацисты в Клевани сформировали из поляков местный отдел полиции (нем. Eizeldienst) и местную польскую самооборону. Изначально националисты одерживали верх, но на помощь гарнизону вскоре пришёл батальон венгров, что не позволило солдатам УПА разгромить противника и захватить Клевань. Погибло не установленное количество мирных поляков, а несколько польских домов были сожжены[140].
  - в результате удачной засады в лесу недалеко от села Янушева (15 км от Житомира) один из отделов УПА разбил венгерское подразделение, убив по собственным данным 44 гонведов без потерь самих повстанцев[141].

### Сентябрь
- ?? сентября — согласно воспоминаниям Василия Левковича в начале месяца в посёлок Цумань, где были дислоцирован венгерский гарнизон, прибыли представители от командира отряда «им. Михаила Колодзинского» Никиты Скубы («Лайдаки») с требованием сложить оружие. Венгерская сторона сначала отказалась и провела двухдневные бои с отделом «Лайдаки», однако, понеся тяжелые потери, была вынуждена начать переговоры. Венгры согласились передать в пользу УПА одну машину, пушку, танк, все запасы обмундирования, оружия и продовольствия. Со своей стороны отряд «им. Михаила Колодзинского» обязался провести венгерские войска по подпольной связи ОУН к границам Венгрии. Однако на этот раз условия договора не сдержали повстанцы, покинувшие гонведов в полесских болотах[142].
- 4 сентября — сотни УПА «Орлика» и «Лиса» совершили засаду на колонну грузовиков с немецкими и венгерскими войсками вблизи села Копытково Здолбуновского района. В результате боя, по данным УПА было убито более 30 венгров, сожжено 4 грузовика, захвачено немало оружия и амуниции. Часть гонведов смогла вернуться в Здолбунов[143].
- 7-9 сентября — трехдневный бой УПА с нацистами и польской вспомогательной полицией возле села Радовичи Турийского района. В бою участвовали девять сотен УПА, более 1000 повстанцев, и около 2000 нацистов и их польских пособников. Повстанческим соединением сотен группы «Туров» руководил Алексей Шум-«Вовчак». Началось всё с того, что уповцы решили атаковать базу польской самообороны в селе Засмыки. Немецкая военная часть, расквартированная в Ковеле, в рамках антипартизанских акций направлялась совершать карательные операции против УПА, и наткнулась на подразделение Вовчака, тем самым «спасла» село[144]. Ожесточенные бои с использованием артиллерии продолжались двое суток. Солдаты УПА имели численное преимущество, но были хуже вооружены, поэтому вечером 9 сентября отошли вглубь лесного массива. По данным УПА в бою с соединением Вовчака немцы потеряли 208 убитых. Со стороны УПА в бою под Радовичами погибли 16 солдат, 3 ранено, добыто много трофейного оружия[145]. Напуганные поражением нацисты, боясь штурма УПА железнодорожного узла г. Ковель, ввели в городе чрезвычайное положение[146]. Ветеран польского подполья Винсент Романовский утверждает, что в этом бою немцы потеряли лишь 26 своих солдат. Убитые немцы были торжественно похоронены на Ковельском кладбище[147][148]. Украинский советский историк Виталий Масловский утверждал, что он, лично, будучи восьмилетним ребёнком слышал звуки этого боя, поскольку находился неподалёку. Немцы, как рассказывали Масловскому очевидцы, приняли отряд УПА за советских партизан, которых в то время в районе тоже было немало. Возникла перестрелка. Уповцы отступили, их позицию заняли гитлеровцы, а бронепоезд из всех орудий открыл огонь и случайно задел своих. Впоследствии немцы ошибку выяснили, покинули позицию и вернулись в Ковель. На следующий день немцы в бой не вступали, а подобрали трупы и вернулись[149].
- 8-11 сентября — повстанческая чета численностью 44 человек под руководством Марценюка Андрея («Березы») днём 8 сентября вошла в Новый Загоров (Локачинский район). Повстанцы расположились возле местного мужского монастыря, который в случае встречи с немцами должен стать надежной точкой обороны. 11 сентября их неожиданно окружили немцы: рота жандармерии, рота полиции, состоявшая из фольксдойче, а также рота донских казаков, общей численностью около 400 чел[150]. Повстанцы заняли оборону и оказывали отчаянное сопротивление. Немцы вызвали в помощь авиацию. Три самолёта бомбили монастырь, но повстанцы скрылись в монастырском подземелье. Ночью с 11 на 12 сентября было принято решение вырываться из окружения. Бойцы УПА, используя туман, как прикрытие, предприняли попытку прорваться. Удалось это сделать 12 человек. Троим, в том числе одному тяжело раненому, удалось скрыться в укромных уголках монастыря. 29 партизан в том числе и «Береза» — были убиты[151].
- 15 сентября — в немецких разведывательных донесениях впервые появилось название «Украинская Повстанческая Армия» вместо названия «украинские национальные банды»[152][153].
- 16 сентября — боёвка СБ-ОУН атаковала местную больницу в городе Корец, где забрала хирургические инструменты, медикаменты, и увела трех санитарок. Уничтожен польский полицай[154].
- 18 сентября — в селе Сытное на Радивиловщине повстанцы атаковали венгерскую автоколонну из 15 грузовиков. Две машины были уничтожены, погибли 9 венгров[155].
- 21 сентября — повстанцы организовали засаду на автоколонну с венгерскими войсками на пути Дубно-Радивилов. В результате акции было сожжено 3 машины и убито более 50 венгерских солдат и офицеров. Но впоследствии венграм пришло подспорье, и воины УПА были вынуждены отступить[155].
- 29 сентября — в селе Грабово уповцы атаковали пограничный пост (Grenschutz). Убито 3 немца[156].

### Октябрь
- 1 октября — в селе Точевики, Острожского района, отряды УПА напали на отряд немцев, осуществлявших реквизицию продовольствия. 21 противник был убит, трое ранены, пятеро сдались[157].
- 3 октября — отряд украинских повстанцев из ВО «Винница» под командованием Емельяна Грабца напал на полицейский участок в посёлке Литин в Винницкой области. Непосредственной целью атаки было освобождение двух арестованных оуновцев. Здание было взято без сопротивления. Полицаи были разоружены. Также в качестве трофеев было захвачено 30 винтовок[110].
- 5 октября — боёвки СБ-ОУН атаковали райцентр Козин, где разгромили районную управу, канцелярию ландвирта, кооперативную базу[158].
- 6 октября — в Корецком районе сотня УПА "Гордиенко" (Bpoтновский Гордей) напала на группу немцев и польских полицаев, возвращавшихся после продовольственной вылазки в украинские села. Убиты 6 немцев и 1 поляк[159].
- 10 октября;
  - отдел УПА разоружил небольшую группу венгерских гонведов, прибывшую в село Башковцы на Шумщину для изымания продовольственного контингента[160].
  - немцы объявили осадное положение на территории дистрикта Галичина (чрезвычайные суды, публичные казни, принудительный набор в Германию, облавы). С октября 1943 г. до середины июня 1944 г. немецкие суды в Галичине, по словам польского историка Гжегожа Грицюка осудили на смерть 1519 украинских националистов[161].
- 12 октября — карательная экспедиция генерала полиции Прютцмана в Острожском районе в ответ на повстанческую атаку у Точевиков (сёла Белашов, Грозов, Деревянче, Точевики, Завидов, Лучин, Новомалин, Галивка, Попивцы, Михайловка, Озера), убито 500 украинских крестьян[162].
- 15 октября — боёвка СБ ОУН атаковала немецкую карательную экспедицию во главе с ландвиртом в деревне Сребное. По имеющимся данным, немцы потеряли 13 человек убитыми и отступили. У СБ было два легкораненых[163].
- 17 октября — курень УПА под командованием Сергея Олеськива (Негуса) атаковал укрепрайон из 150 немцев и казаков в селе Бараши на Звягельщине. Бой длился 8 часов (по другим данным — 14[164]) и был неудачным: повстанцы потеряли своего командира, ещё 4 бойца убитыми и 9 ранеными, и вынуждены были отступить[165]. По данным УПА убито 9 противников и ранено половину гарнизона. Сожжены были все правительственные и полицейские дома[166][167].
- 20 октября — сотня УПА обороняла деревню Шкроботовка от немецкой карательной экспедиции[168].
- 23 октября — в Дрогобыче нацистские оккупационные власти произвели публичную массовую казнь 10 украинских националистов на рыночной площади города. Вместе с ними гестаповцы также казнили двух поляков[169].
- 26 октября — по сообщению советского партизанского командира Василия Бегмы, уповцы выгнали немцев с Воробинского спиртзавода (Домбровицкий район, Ровенская область) и сожгли его[170].
- 28 октября — главнокомандующий УПА Дмитрий Клячкивский (Клим Савур) отдал приказ не атаковать войска союзников Третьего Рейха (венгров, румын, словаков, итальянцев), договориться с ними о нейтралитете и по возможности помогать им продуктами[171].

### Ноябрь
- 1 ноября — сотня УПА «Сероманцы» убила владельца лигеншафта (осударственное сельхозимение Рейха) в селе Болохов[172].
- 2 ноября — по сообщению советского партизанского командира Ивана Шитова, большие группы националистов (до 1200 чел.) отправились в рейд с Волыни в сторону Киева. Столкнувшись с немцами в лесах Житомирщины, они «частично разбиты, а остальные разбежались и двигаются обратно на свои места»[173].
- 3 ноября — вторая атака УПА на Мизоч, в ходе которой повстанцы разоружили 190 полицейских, набранных из бывших военнопленных Красной Армии. Погибло 10 немцев. Уповцы потеряли убитыми и ранеными 7 человек[174].
- 3-4 ноября — операцию по уничтожению Колковской республики. Ею руководили рейхскомиссар Украины Эрих Кох и обергруппенфюрер СС Ганс-Адольф Прюцманн. С этой целью они вызвали с фронта регулярные части, включая танки, артиллерию и авиацию (4 самолёта). Немецким эсэсовцам помогали венгерские, казахские и узбекские формирования[175][176]. Карателям удалось разбить соединения УПА и вытеснить их в соседние районы. Как утверждал мемуарист и историк Лев Шанковский, в боях за Колки погибли 3 тысячи фашистских солдат и 1237 бойцов УПА. Кроме того, пострадало около 5 тысяч лиц из числа гражданского населения. По другим данным, потери повстанцев составляли 400—500 человек[177].
- 10 ноября — недалеко от Владимирца, в деревне Нетреба, немцы, благодаря известию своих агентов, арестовали около 50 человек, включая весь станичный провод ОУН[178].
- 13 ноября — в обзоре рейхскомиссара Украины Коха говорится, что в отличие от красных партизан, отряды УПА не проявляют активности по отношению к немцам, тогда как между красными и бандеровцами происходят вооруженные столкновения. К причинам этих столкновений немцы отнесли «дальнейшее продвижение русских в западные украинские области», чего бандеровцы «ни в коем случае не хотели допускать»[179].
- 14 ноября — в селе Семидубы немцы арестовали пятерых членов ОУН и отвезли их в Голованевск для допроса. При этом они пренебрегли элементарными мерами предосторожности и не обыскали арестованных. В Голованевске, при выгрузке из машины, два повстанца бросили гранаты в полицейских. Взрыв убил одного и ранил одиннадцать полицейских, трех немцев и двух повстанцев. Трое повстанцев скрылись, а раненые вместе попали в руки немцев. Немцы от раненых на допросе ничего не узнали, хотя и пытали их[156].
- 22 ноября — у села Смыга отряд УПА разгромил реквизиционную экспедицию. По имеющимся данным, немцы потеряли 18 человек убитыми и ранеными[180].
- 24 ноября — немцы атаковали отряд УНС (50 человек), дислоцированный в лесу в Копычинском районе Тернопольской области. Националисты отступили, потеряв трех человек[180].
- 28 ноября — согласно данным советского партизанского военачальника Василия Бегмы, уповцы совершили нападение на немецкие гарнизоны у села Лучица (видимо, речь идёт о двух сёлах — Глушица и Люхча) в Сарненском районе и освободили арестованных оуновцев из лагеря принудительного труда[181].
- 29-30 ноября — у села Недельная на Старосамборщине немецкие шуцманы пытались штурмовать гору Дил, где располагался курень УНС «Кривонос-2» по командованием Антона Шкитака-«Емельяна». Обладая огромным численным преимуществом (две тысячи хорошо вооруженных солдат) и артиллерией, немцы сумели выиграть этот бой. В ходе боя был убит сам «Емельян», командир одной из сотен куреня «Быстрый» (его настоящее имя неизвестно) и почти весь штаб куреня[182]. По данным УПА со стороны немцев составили 167 убитых, со стороны УНС — 34 бойца[183].

### Декабрь
- 2 декабря — в Дрогобыче за убийство подпольщиками ОУН гестаповца обершарфюрера СС Лауфманна публично повешены 10 заложников причастных к ОУН и УНС[184][185].
- 9 декабря — при проведении реквизиционной акции немцев и венгров (100 человек) в с. Певче на Здолбуновщине дошло до столкновений с повстанческим отрядом «Вьюна» и отделом азербайджанцев при УПА, которые находились в окрестностях и выступили в защиту населения. В результате неожиданного нападения повстанцев отряд оккупантов вынужден был отступить[186].
- 11-12 декабря — немцы начали большое наступление на учебный курень УНС "Гайдамаки" на Калущине (близ сёл Кальная, Крапивник, Липа, Слобода-Болеховская), однако повстанцы вовремя передислоцировались, оккупанты сожгли унсовский лагерь и отступили[187].
- 24 декабря;
  - в селе Великие Цепцевичи два куреня УПА «Коры» (Макар Мельник) и «Ярка» (Д. Каленюк) и повстанческий отдел под командованием «Овдия» белый бой с венгерской бригадой (около 2 тыс. человек), во время которого украинские партизаны понесли значительные потери и были. В ответ гонведы сожгли несколько усадеб в деревне и приступили к репрессиям против мирных жителей. В результате среди крестьян распространились жалобы на УПА «за поцарапанье мадьяр»[188].
  - неизвестный отряд УПА произвел обстрел немецкого войска, прибывшего в село Мизочек Здолбуновского района для изъятия продовольственного контингента. В помощь последнему прибыли 2 машины с венгерским войском, открыв огонь по повстанцам, в результате чего отряд УПА был вынужден отступить[189].
  - в селе Уездцы Млиновского района 5 бойцов УПА разоружили 8 венгров. В ответ в село прибыл венгерский взвод (50 человек), который поставил ультиматум отдать до 28 декабря все захваченное повстанцами оружие, угрожая сжечь село. При этом венгерский командир в разговоре с жителями села выразил соболезнования к украинскому освободительному движению, отметив, что «целиком понимает положение украинцев, но такими поступками, как этот, они сами себе вредят»[190].
- 30 декабря;
  - во время квартирования сотни венгров (120 человек) в селе Мощаница Острожского района Ровенской области туда вступила сотня «Тура», которая предложила венграм сдать оружие. Однако во время разоружения на помощь гонведам подошло немецкое войско с двумя танкетками и бронепоездом, произошло сражение, в результате которого погибли от 25 до 70 венгров. Повстанцы потеряли 4 убитых и шестерых раненых и под натиском немецкого огня отступили[190].
  - сотня УПА под командованием «Макса» (Максима Скорупского) при поддержке артиллерийского отдела «Березы» (три 76-мм пушки), атаковала заставу польских полицаев в особняке Наречин, близ Берестечко, вынудив их отступить в город. Затем уповцы, окружили город и обстреляли из пулемётов и артиллерии, убив несколько человек[191].
- ?? декабря — в книге воспоминаний советника МИД Венгрии Дежу Шаи, участвовавшего в переговорах с представителями ОУН и УНДО в Будапеште, упоминается случай, когда большой отряд УПА (500–600 человек) окружил и пленил сотню немецких и венгерских солдат, совершавших реквизицию продовольствия в одном из украинских сел на Волыни. После выяснения ситуации повстанцы расстреляли 11 немцев и одновременно отпустили 70 гонведов, даже не разоружив их[192].

### Хронология сотрудничества ОУН/УПА со странами Оси
- 5-6 августа — в городе Сарны по данным советской разведки состоялись переговоры представителей немецких властей и Полесской сечи по вопросам совместных действий против советских партизан. Бульбовцы ставили условия: освободить Степана Бандеру и других украинских националистических деятелей из концлагерей, и гарантирование независимости Украинского государства[193].
- 5 октября — командир Полесской сечи-УНРА Тарас Боровец, понимая бесперспективность борьбы на несколько фронтов — против нацистов, поляков, бандеровцев и коммунистов, издал указ о фактическом роспуске своих вооружённых формирований и переходе к подпольным формам борьбы. «Под землю» ушли штаб УНРА, типография и небольшой отряд охраны. В это время Бульба-Боровец принял решение о ведении переговоров с немцами. Он намеревался предложить им план совместных действий против советских войск, добиться помощи в эвакуации украинского населения. Основными условиями Бульбы, как и раньше, были освобождение из концлагеря Степана Бандеры и признание независимости Украины[194].
- 28 октября — главнокомандующий УПА Дмитрий Клячкивский—«Клим Савур» отдал приказ не атаковать войска союзников Третьего Рейха: «1) Прекратить все действия против венгров, румын, словаков, латвийцев и других, которые пребывают на нашей территории, и под угрозой немецкого террора исполняют немецкие приказы. 2) Как можно скорее прийти на местах к соглашению с указанными инонациональными военными частями и договориться с ними о взаимной неприкосновенности. … 3) Указанные национальные военные части гостеприимно принимать в наших сёлах, даже помогать продуктами. …»[195].
- 16 ноября — командир Полесской Сечи Тарас Бульба-Боровец посылает меморандум к немецкому военному командованию по сотрудничеству немцев и УНРА на определенных условиях и решает оставить вместо себя временным руководителем бульбовского подполья Леонида Щербатюка-"Зубатого". Он решает покинуть Волынь и направиться в Варшаву в расчете на помощь от правительства УНР в изгнании по восстановлению своих сил[196].
- 22 ноября — немецкий документ сообщает, что усилиями сотрудников "Зондерштаба Р" 19 ноября удалось доставить Тараса Боровца в Ровно: «...поскольку проводимые переговоры, в первую очередь имеют политический характер, теперь Тараса Бульбу передали СД и доставили в Варшаву, куда он прибыл сегодня. СД, которое работает независимо от рейхскомиссара Украины, еще сегодня просило у рейхсфюрера СС директивы по дальнейшим переговорам с Тарасом Бульбой. Абвер в этом отношении остается также подключенным, в то время как СД готов передать Абверу Тараса Бульбу при определенных условиях после окончания политических переговоров»[197].
- 9 декабря — во Владимир-Волынском районе командир отряда им. Богуна Порфирий Антонюк (Сосенко) провел переговоры с обер-лейтенантом вермахта Обаштейном. было заключено соглашение, согласно которому немцы и повстанцы должны были воздерживаться от военных действий между собой. В обмен на поставку продовольствия немецкие войска гарантировали воздержание от репрессий против украинского гражданского населения, в том числе от воздушных бомбардировок. Они должны были совместно бороться с советскими партизанами[198]. Согласно документам, полученным советской партизанской группировкой Петра Вершигоры, один из пунктов сотрудничества между УПА и немцами касался поляков. Речь шла о совместной ликвидации польских "диких банд", то есть 27-й Волынской пехотной дивизии АК, которая формировалась на этой территории[199].
- 17 декабря — при переходе венгерского батальона (500 человек) в направлении Цумани вблизи с. Майдан Дубенского района гонведы столкнулись с отделом УПА, с которым не решились вступить в бой, начав переговоры. По результатам переговоров между командирами, венграм было предоставлено право на беспрепятственный проход через территорию, подконтрольную повстанцам[200].
- 21 декабря — на станции Михайловка в Радивиловском районе состоялись переговоры между венгерскими военными (капитан с адъютантом и 13 низших офицеров) и представителями Дубновского надрайона СБ-ОУН. В ходе переговоров были достигнуты договоренности о взаимном ненападении, обмене венгерского оружия на украинское продовольствие, безопасный переход отделов УПА через охраняемые венграми железнодорожные пути, снабжение повстанцами гонведов разведданными о дислокации отрядов советских партизан взамен за сообщения венгров о запланированных карательных акциях немцев в украинских селах[201].
- 24 декабря — по данным руководителя разведывательно-информационного отдела референтуры СБ ВО «Заграва» Ивана Трейко («Немо», «Дыбов»), один из офицеров венгерской армии, воспользовавшись выездом всех немецких войск со станции Дубровица, высказался о необходимости установления контактов с командованием УПА для достижения взаимного понимания, что удалось реализовать в начале января 1944 года[202].
- 25 декабря — в селе Дермань Ровенской области состоялись переговоры между делегацией ОУН во главе с членом Центрального Провода Емельяном Логушем и офицерами венгерской оккупационной армии подполковником Падани и майором Вацкенди. Венгры обязались не мешать УПА и помогать ей оружием, а оуновцы обещали не проводить операций против мадьяр и оказывать им всестороннюю помощь. Затем представители ОУН самолетом были доставлены в Венгрию, где встречались с начальником венгерского Генштаба и рядом офицеров высшего командного состава. В результате была достигнута договоренность о совместных действиях против СССР, за что мадьяры обязались предоставить при необходимости возможность эмигрировать руководителям ОУН в Венгрию[203].

## Хронология противостояния против СССР и его союзников

### Февраль
- 20 февраля — первый крупный бой между УПА-ПС и советскими партизанами. Согласно мемуарным воспоминаниям Дмитрия Медведева на переправе у села Хотын около 30 «сечевиков» устроили засаду и атаковали разведывательную группу из 23 партизан. Нападавшие были разгромлены, потеряв 10 человек убитыми. Также были захвачены пленные, один ручной пулемёт, несколько автоматов и винтовок. После боя «медведевцы» прочесали село, были задержаны ещё несколько «сечевиков», а среди трофеев оказались винтовочные обрезы, топоры, вилы и даже сделанные из дерева макеты винтовок, окрашенные в тёмный цвет (с целью увеличить численность нападавших атаман «бульбовцев» мобилизовал местных жителей, однако настоящего оружия мобилизованным не предоставил)[204]. По словам Тараса Боровца, группа командиров и начальник штаба УПА Леонид Щербатюк-«Зубатый» попали в руки советских партизан и были расстреляны, а затем брошены в колодец, поскольку у них был неправильный пароль для прохода. Как потом оказалось, заподозрив о переговорах с немцами, комиссар отряда «Победители» полковник Лукин самостоятельно сменил пароли, не уведомив об этом Бульбу. Щербатюк выжил и рассказал о случившемся[205].
- ?? февраля — несколько позднее бульбовцы атаковали остановившийся на ночлег на одном из хуторов партизанский отряд из 60 бывших советских военнопленных под командованием Николая Носенко («дяди Юрко»), но потеряли около 15 чел. убитыми и отступили[206].

### Март
- 6-7 марта — бой УПА на переправе через реку Случ у села Богуши с группой партизан Дмитрия Медведева. По данным УПА убиты 16 партизан и 2 воина УПА[207][208]. Советские отчеты показывают перестрелку по-другому. 7-8 марта 1943 г. 250 националистов, вероятно, при форсировании Случа, попали в засаду взвода Фролова из отряда Медведева. С советской стороны трое были убиты, один ранен и один пропал без вести. Урон, понесенный УПА, оценивается в 26 погибших повстанцев[209].
- 22 марта — если верить мемуарным воспоминаниям советского партизанского военачальника Василия Бегмы, во время минирования советскими партизанами отряда им. Ворошилова (из соединения Бегмы) железной дороги на участке Дубровица—Лунинец, отряд бульбовцев из села Людин под командованием Антона Соловья начал охранять этот участок железной дороги. Местным жителям Соловей разъяснял: «Зачем портить дорогу? Пусть немцы идут на восток и разбивают большевиков» (командир отряда Максим Мисюра в одиночку пришёл на переговоры с «бульбовцами» в село Людин, но его попытались захватить. В итоге он разоружил и взял в плен трёх «бульбовцев», забрав у них немецкий автомат и две винтовки)[210].

### Апрель
- 1 апреля — в лесу в Цуманском районе группа бульбовцев численностью в 113 солдат вела бой с советскими партизанами Дмитрия Медведева. Националисты, имея потери 35 убитыми и 6 пленниками, отступили. Партизаны захватили 1 миномет, 7 пулеметов, 25 винтовок, 8 тыс. патронов, обмундирование и штабные документы[211].
- 2 апреля — согласно отчёту начальника полиции и СД в Костопольском районе происходили бои между бульбовцами и советскими партизанами. Виной тому были, видимо, советские партизаны, потребовавшие от сторонников Бульбы сдать оружие. В этой связи имеет значение то, что коммунисты провели собрание в польском селе и призвали польское население действовать против немцев вместе с русскими, евреями и цыганами, а украинцев назвали "неблагонадёжным элементом"[212].
- 10 апреля — советские партизаны под руководством Яна Собесяка (Макса) вместе с аковцами атаковали УПА в Бутейках. По украинским данным, советские партизаны потеряли убитыми 50 человек. У УПА восемь убитых и трое раненых[213]. Советы оценили потери украинцев в более ста человек убитыми[214].
- 18 апреля — засада УПА на советских партизан возле сёл Волица и Яполоть (Костопольский район)[215].

### Июнь
- 21 июня — согласно дневнику Семёна Руднева, у села Дерманка бульбовцы вели бой с разведгруппой 3-го батальона соединения Ковпака, убив двух человек, после чего разведку пришлось вернуть обратно[216].
- 24-25 июня — ковпаковцы при форсировании речки Горынь между селами Корчин и Звездовка Костопольского района Ровенской области столкнулись с бойцами УПА, которые пытались помешать переправе. После переговоров, инициированных Семёном Рудневым, дело было улажено и бойцы УПА без боя пропустили партизан[217][218].

### Июль
- 5 июля — советское партизанское соединение по командованием Сидора Ковпака во время Карпатского рейда у села Борщовка столкнулись с партизанским отрядом ОУН-Мельниковцев (курень «Хрена»). После короткой битвы (мельниковцы потеряли 7 убитых и 3 раненых, ковпаковцы — 1 раненого), состоялись переговоры и прекращение огня. Мельниковцы дали ковпаковцам 4 мешка муки, мешок крупы, мешок сахара и ящик спичек. Немного отдохнув, они тайно удалились[219].
- 6-7 июля — советское партизанское соединение под командованием Григория Балицкого при форсировании речки Стырь у села Куликовичи столкнулось с бойцами УПА, которые мешали переправе. После 14-часового боя, красные всё-же перешли реку. Балицкий отчитался в радиограмме Алексею Фёдорову об убийстве 26 повстанцев, захвате 12 винтовок, 700 патронов, одного пистолета[220].
- 18 июля — стычка сотни УПА Гордея Вротновского-«Гордиенко» с советскими партизанами возле села Каменка в Коростенском районе. Восемь партизан убиты, уповцами затрофеено пять винтовок и пять автоматов[221].
- 25-27 июля — битва у села Теремное. Попытка двух куреней УПА (1000 человек) под командованием «Крука» и «Осипа» разгромить базу, где располагалось советское партизанское соединение Антона Одухи. 25 июля 1943 г., в ходе перестрелки с советскими дозорными потеряв фактор внезапности, бандеровцы напали на лагерь партизан, насчитывавший 400 человек (вместе с партизанскими семьями). Игнат Кузовков, комиссар отряда им. Михайлова, свидетельствовал, что атаки повторялись через каждые 20 минут: «Дело доходило чуть ли не до рукопашных схваток»[222]. Не сумев взять лагерь красных штурмом, бандеровцы окружили его и начали планомерный миномётный обстрел, который, из-за того, что площадь была довольно-таки обширной, не был эффективен. Обстрел позиций коммунистов из стрелкового оружия продолжился и ночью. На третий день осады партизаны предприняли попытку прорыва, увенчавшуюся успехом. Они отступили на север, по пути убив двух бойцов разведки УПА и оставив за собой минные ловушки. Четыре партизана из куреня «Осипа» погибли, попав в эти ловушки. Советские партизаны признали свои потери в 8 убитых и 4 ранеными, оценивая количество убитых и раненых партизан УПА в 250—700 человек. По их мнению, чтобы скрыть размер потерь, УПА организовала похороны в 13 населенных пунктах[223]. Согласно мемуарным воспоминаниям Максима Скорупского-«Макса», Советы потеряли убитыми 54 человека. С украинской стороны погибли 19 человек, не менее пятнадцати получили ранения[224].

### Август
- 8 августа — подразделение УНС (39 бойцов) под непосредственным командованием куренного Ильи Рачка ("Липея") устроило засаду на советских партизан-ковпаковцев на Делятинщине. Она переросла в ожесточенное сражение, продолжавшееся около трех часов. В нем, несмотря на лучшее вооружение и преимущество в численности, колпаковцы потеряли более 30 человек убитыми и немало раненых. Среди убитых – командир колпаковского отряда Федор Карпенко. Подразделение Рачка потерь не имел, уенесовцы затрофеили 3 автомата ППД[225]. Ковпак в своих документах подтверждает, что боевая схватка произошла, но с немцами и подразделениями дивизии СС "Галичина"[226]. Украинский историк Андрей Боляновский считает, что солдаты указанной дивизии не могли участвовать в боевых действиях против соединения Ковпака, поскольку к тому времени только началась военная подготовка первых добровольцев[227].
- 10 августа — у села Замороченное подразделения УПА пытались неудачно окружить советское партизанское соединение Алексея Фёдорова. Националисты, имея потери 35 убитыми, отступили. Потери советского подразделения — 3 убитых и 3 раненых[211].

### Октябрь
- 2 октября — массовое убийство в селе Омельно. Совершено советскими партизанами из соединения Николая Прокопюка совместно с бойцами польской самообороны, как месть за бойню в Пшебраже, устроенную УПА. Сначала они обстреляли село из пулемётов и миномётов, вызвав многочисленные пожары, а потом пошли в наступление. Погибли по меньшей мере десять гражданских украинцев, а из села забрали несколько голов крупного рогатого скота[228][229][230].
- 3-5 октября — попытка УПА ликвидировать советское партизанское соединение Алексея Фёдорова, которое дислоцировалось в районе Любешова. Для операции было выделено 3000 бойцов УПА. 1000 из ВО-«Туров» и 2000 — из ВО-«Заграва». Операция УПА не принесла ожидаемых результатов и уповцы отступили с большими потерями. О конкретных потерях с обеих сторон ничего не сообщалось[231]. Юзеф Собесяк в своих мемуарах утверждает, что Советы, среди прочего, вели тяжёлые оборонительные бои в нескольких соседних сёлах[232].
- 13 октября — советский партизанский отряд из бригады Антона Бринского сжёг село Старая Рафаловка (ныне Владимирецкий район Ровенской области Украины), убив около 60 человек, среди них и детей[233].
- 31 октября — советские партизаны из соединения Антона Бринского пацифицировали три украинских села: Боровое, Карпиловку и Дерть. В одной только Карпиловке погибли 183 крестьянина[234].

### Ноябрь
- 16 ноября — сражение между Тернопольским партизанским соединением имени Никиты Хрущева и украинскими повстанцами (загон имени Остапа, командир Адам Рудык-«Шаула») возле с. Мочулянка Березновского района. Из-за тактических промахов командира УПА, бой завершился разгромом повстанцев, потерявших во время боя от 56 до 72 человек убитыми и более 40 бойцов УПА были ранены, а 6 попали в плен. Советские партизаны потеряли 2 убитыми и 3 ранеными[235][236].
- 21-22 ноября — под охраной УПА в селе Будераж (теперь Здолбуновский район Ровенской области) началась Первая конференция порабощенных народов, с которой ведет свое начало Антибольшевистский блок народов, возглавляемый Ярославом Стецько до конца его жизни. Это была встреча политических и военных руководителей и воинов УПА, представлявших разные народы, порабощенные Советским союзом, с целью формирования и усиления националистических движений разных народов на всей территории СССР и объединения их усилий в борьбе с общим врагом — СССР. Конференция порабощённых народов собрала кроме украинцев ещё 39 представителей 13 народов. Среди них были грузины, азербайджанцы, узбеки, армяне, татары, белорусы, осетины, казахи, черкесы, кабардинцы, чуваши и башкиры. В практической плоскости УПА призвала к освободительной борьбе другие народы, порабощённые большевиками. На конференции был сформирован Комитет порабощённых народов, в чьи функции входило формирование национальных повстанческих армий, объединение и организация национально-политических сил в местах их жительства, а также земли Украины, куда их забросила война[237].

### Декабрь
- 18 декабря — польские коммунистические партизаны из подразделения им. Т. Костюшко (из бригады Шубитидзе) при поддержке советских партизан напали на Лахвичи. Местная боёвка ОУН из-за численного перевеса врага отступила из села. Населённый пункт был наполовину сожжён. Было убито 25 гражданских украинцев, 15 ранено и 10 похищено[238].

## Хронология антипольского фронта ОУН/УПА

### Январь
- 16 января — украинские повстанцы убивают трёх лесников-поляков в селе Садов (Луцкий район)[239].

### Февраль
- 3 февраля — украинские партизаны убивают 8 поляков в магазине в селе Яновка (Сарненский район)[240].
- 9 ферваля — в польскую колонию Паросля I (Сарненский район) вошла группа лиц, представившаяся советскими партизанами и потребовавшая предоставить им пищу. В домах жителей разместились по несколько пришельцев. Вокруг колонии была выставлена охрана, которая должна была задерживать любых случайных прохожих. Впоследствии пришельцы предложили жителям связать их, чтобы уберечь от возможной немецкой мести. После того, как это было осуществлено, связанные жители были убиты (по разным подсчетам — от 155 до 173 человек). По утверждению польского исследователя Гжегожа Мотыги население колонии Паросля было уничтожено сотней УПА под командой «Довбешки-Коробки» (Григория Перегиняка)[241].. По версии Владислава и Евы Семашко уничтожение Паросли было осуществлено отрядами бульбовцев[242].. По версии польского исследователя Владислава Филяра уничтожение Паросли было совершено сотней УПА под командой «Коры» (Федора Корзюка)[243].

### Март
- 9-10 марта — украинские партизаны, подчиненные Ивану Литвинчуку «Дубового», убивают около 20 поляков в колонии Антоновка (Костопольский район)[244].
- 18-19 марта — польская самооборона села Липники отогнала разведгруппу УПА, а один из них, бывший полицейский, был схвачен, передан немцам и повешен в Березном[245].
- 20 марта — 71 поляков стали целью нападения в Деражном[246].
- 26-27 марта — отряды УПА, подчиненные «Дубовому», усиленные крестьянами, вооруженными холодным оружием, и специальные группы «поджигателей» приступили к штурму польского села Липники. Плохо вооруженная самооборона (несколько винтовок и один ручной пулемет) была не в состоянии остановить нападавших. В общей сложности погибли 179-182 человека[247].
- ?? марта — польская самооборона из Гуты Степанской, совместно с отделом советских партизан Яна Собесяка-«Макса», совершает ночное нападение на село Мельница. Целью этой акции являлось устранение локализовавшихся там бандеровцев. Погибает, по меньшей мере, несколько десятков украинцев[248].

### Май
- 3 мая — объединенные подразделения: курень УПА под командованием Ивана Климишина-«Крука» и сотня ОУН(м) под командованием Николая Недзведзкого-«Хрена» атаковали Куты, где располагалась база польской самообороны. Украинские партизаны не смогли захватить без тяжелого вооружения хорошо укрепленные позиции, поэтому отступили, уничтожив деревянные здания. Погибло 53 поляка. Американский исследователь Тимоти Снайдер в своей книге «Восстановление наций» цитирует отчет УПА, где написано, что село Куты было ликвидировано за сотрудничество с гестапо и германскими властями: польская самооборона села получила оружие от нацистов для борьбы против украинских партизан и терроризировала здешнее украинское население[249].
- 6 мая — отряд Армии Крайовой устроил бойню в селе Моложув (Грубешувский повят, Польша). Немецкий рапорт сообщает об убийстве девятерых украинцев (3 застрелено, 6 сожжено заживо), семь тяжело ранены, сожжены 60 усадеб и 29 голов скота, 15 лошадей и 34 свиньи. Количество нападавших оценивается в 80 человек[250].
- 12 мая;
  - УПА напала на колонию Стаховка (Владимирецкий район, Ровенская область), где была база самообороны. У поляков было огнестрельное оружие (в основном карабины), которые они получили от немцев, и, несмотря на превосходящую силу противника, они отбили атаку. С польской стороны потери составили 32 человека, а у противника — вероятно, несколько десятков[251].
  - после предварительного обстрела местности трассирующими пулями и слома кратковременного сопротивления немногочисленной польской самообороны, сотня УПА «Яремы» (Никона Семенюка) убивает более 100 из около 320 жителей колонии Углы (Костопольский район)[252].
- 26 мая — отряд Армии Крайовой устроил бойню одновременно в двух сёлах Холмского повята Польши — Стрельцы и Тухани. В первом убито 17 украинцев, во втором — 6[253].
- 27 мая — в результате осуществлённой на рассвете атаки УПА погибли 126 польских крестьян в селе Яцковичи. В ответ рота 202-го батальона Schutzmannschaft, которая располагалась в Быстричах, с помощью гранатовой полиции убивает жителей украинского села Вилия[254].
- 30 мая — вооруженное формирование ОУН(б) в ответ на смерть православного священника убивает 5 поляков в селе Набриж[укр.], среди которых был местный католический настоятель и член Армии Крайовой. Скорее всего, это было первое антипольское выступление в Холмщине со стороны бандеровского подполья. В ответ на убийство поляков, солдаты АК убивают в селе 17 украинцев[255].

### Июнь
- 2 июня — в результате атаки партизан УПА на село Гурбы[укр.] (Здолбуновский район) гибнет 250 поляков[256].
- 22 июня — первая попытка УПА разгромить базу польской самообороны в Панской Долине (бывшая колония в Дубненском районе) но полякам удалось отбить удар. Защитники села не понесли потерь, но большая часть построек с соломенными крышами сгорела. После этой атаки Гебиткомиссар из Дубно выдал полякам 6 карабинов[257].

### Июль
- 5 июля — первое нападение УПА на Пшебраже, где располагалась база самообороны. Село обстреляли минометным огнем. Столкновения продолжались до полудня. Погибли десять поляков, на украинской стороне погиб один боец УПА и ещё один был тяжело ранен[258].
- 10 июля — во время переговоров, инициированных Окружной Делегатурой Правительства между польским подпольем и ОУН(б), польское представительство в составе: Зигмунт Руммель (уполномоченный Окружной Делегатуры и руководитель Крестьянской охраны на Волыни), Кшиштоф Маркевич (представитель Округа АК Волынь) и Витоль Добровольский (проводник) убиты представителями украинской стороны в селе Кустычи[259].
- 11 июля;
  - отряд УПА «Січ» в составе 160 партизан вместе с группой СБ ОУН окружает село Доминополь, ликвидирует группу действующих там польских партизан, после чего убивает жителей. Погибает около 220 человек[260].
  - колония Гуров (Владимир-Волынский район, Волынская область) окружается примерно 100-личным отрядом УПА и мобилизованных из окрестных сел жителей. В течение часа убито около 200 поляков[261].
  - Село Зджары Дуже (Владимир-Волынский район, Волынская область) и одноименную колонию в 4 часа утра атакует отдел УПА при поддержке местных украинцев. Во время нападения погибает не менее 51 поляк[261].
- 16-17 июля — первая атака УПА на базы самообороны в Гуте Степанской и Вырке (Костопольский район). Для ликвидации этих двух польских баз самообороны командир ВО-1-«Заграва» Иван Литвинчук (Дубовой) выделил десять подразделений УПА и СКВ, из которых были созданы две мощные боевые группы. В состав группировки также входила «первая сотня» УПА во главе с «Яремой». Первая боевая группа УПА атаковала поочередно сёла Переспы, Ужаны, Сошники, Гали, Тур и другие населенные пункты. В 3.25 утра уповцы атаковали Вырку трех сторон. Поляки пытались защищаться в латинской церкви и расположенных вокруг каменных домов, но после двухчасового боя вынуждены были отступить к Гуте Степанской. Остальные окружающие польские поселения были уничтожены на следующий день. Между тем вторая группа УПА атаковала Борок, Ляды и Курорты, а затем начала непосредственную атаку на Гуту Степанскую. По оценкам, около 50-100 человек из числа защитников и гражданского населения погибли во время атаки[262][263].
- 17 июля — боёвка ОУН убила начальника почты в Торском[264].
- 21 июля — группа из немцев и польских полицаев численностью в 50 человек въезжает в село Гумнище, сжигает 14 хозяйств и выкапывает тела поляков, убитых уповцами ранее. Их фотографируют и забирают в Берестечко для захоронения[265].

### Август
- 5 августа — уповцы совершили следующую попытку взять Панскую Долину: её окружил курень УПА "Макса" (Максима Скорупского), поддержанный тремя пушками калибра 75 мм. К счастью для защитников, выстрелив несколько раз, украинские пушки замолчали: возможно из-за плохого технического состояния. Без поддержки артиллерии УПА была не в состоянии прорвать польскую оборону. После 4 часов боев на рассвете УПА отступила, потеряв несколько человек убитыми и ранеными. С польской стороны были ранены один член самообороны и несколько женщин и детей[266].
- 25 августа — на горе Магура сотня «Сероманцы» разоружила и взяла в плен 8 аковцев, шпионивших за их лагерем[267].
- 29 августа — УПА атаковала Рожище, где располагался отряд польской самообороны из 130 человек. Полякам при поддержке немецко-венгерского гарнизона удалось отразить атаку. В отместку они сожгли украинские села Свуж и Солтысы, убив несколько десятков мирных украинцев[268].
- 31 августа;
  - подразделение АК под командованием поручика Владислава Черминского-«Ястреба» атаковало Грушевку (Волынская область), убив около двадцати украинцев, собственные потери поляков составляли один убитый[269].
  - УПА снова атаковала Пшебраже, собрав значительные силы (Владислав Филяр оценивает силы повстанцев в 6000 бойцов), чтобы уничтожить противника в том числе и крестьян-волонтёров из окрестных сёл, вооруженных в основном топорами и косами. К счастью для защитников, им вовремя пришло на помощь подразделение АК под командованием Зигмунда Кульчицкого-«Ольгерда» и группа советских партизан Николая Прокопюка. Благодаря им уповцы потерпели поражение. Потери УПА в этом бою оцениваются поляками примерно в 400 человек убитыми, 40 взятыми в плен, на них захвачено 17 крупнокалиберных пулеметов, 6 ручных пулемётов и 6 минометов[270].

### Сентябрь
- 1 сентября — в ответ на убийство УПА 30 поляков в селе Ровное (Ковельский район) отряд лейтенанта Казимира Филипповича-«Корда» сжигает украинскую часть села[271].
- 2 сентября — польские партизаны убили четырёх украинцев в Брониславке[укр.][272].
- 6-7 сентября — в селе Вилья состоялся бой между бульбовцами и польскими партизанами. Партизаны УНРА столкнулись с отрядом АК под командованием "Бомбы" (Владислав Коханский) и отрядом польских партизан-коммунистов имени Феликса Дзержинского. После боя, который длился 24 часа, поляки отступили из-за нехватки боеприпасов, потеряв 23 солдата. УНРА также понесла большие потери: восемь украинцев (в частности Иван Митринга) были убиты и 15 ранены[273].
- 12 сентября — подразделение АК, которое прибыло из Варшавы, застрелило во Львове украинского профессора Андрея Ластовецкого. Его смерть вызвала огромный резонанс во всем городе. Вскоре ОУН отомстила, убив польского профессора Болеслава Ялового[274].
- 29 сентября — польская самооборона из Рожища нападает на село Луков (Луцкий район) и убивает 17 украинцев[275].

### Октябрь
- ?? октября — в начале месяца поляки убивают в деревне Замосты 22 украинца[276].
- ?? октября — в середине месяца в селе Ганачев оуновцы ликвидировали офицера АК Станислава Вайсса. Он работал бракером дерева в лесу. Получил пулю в затылок[277].
- 2 октября — 200 членов польской самообороны из Пшебраже вместе с советскими партизанами Николая Прокопюка нападают на село Омельно в Луцком районе. В первую очередь обстреливают его пулеметами и минометами, вызывая многочисленные пожары, а затем начинают штурм. Погибает от 10 до 62 украинцев, нападающие забирают несколько штук скота[275].
- 5 октября — объединенные отделы АК под командованием Казимира Филипповича «Корда» и Владислава Черминского «Ястреба» сжигают село Полапы и убивают 42 украинца, среди которых женщины и дети. После аковцы наступают на село Сокол. Жителям, которым было видно, что делается в Полапах, по большей части удалось сбежать. Однако в конце концов село сожжено, убито 6 человек[276].
- 8 октября — отдел УПА совершает нападение на село Нетреба (Тернопольская область, пограничье Волыни и Восточной Галиции), убивает 17 поляков, отбирает скот, сжигает дома. На помощь полякам приходит застава немецкого поста пограничников из Новиков, который обстреливает нападающих и заставляет их отступить[278].
- 22 октября — отряд Батальонов Хлопских под командованием Станислава Басая-«Рыси» сжёг часть села Мирче, убив 29 мирных украинцев, в том числе 12 женщин и 1 ребенка[279][280].
- 25 октября — во время поездки из Залещиков в Тлустое от рук оуновцев погиб оккупационный сборщик налогов Станислав Зелинский[281].

### Ноябрь
- 16 ноября — части УПА под командованием Ивана Литвинчука (Дубового) пошли на штурм Старой Гуты[пол.], (не существующее ныне село в Березновском районе) где находилась база самообороны и подразделение АК под руководством Владислава Коханского-«Бомбы». Тяжелые бои продолжались в течение всего дня. Расстановка сил изменилась с прибытием в село советских партизан под командованием Котлярева. Тогда УПА начала отступление. Это был один из самых больших польских успехов в противостоянии с УПА. Поляки потеряли всего несколько человек, зато на украинской стороне было 54 погибших и более 40 раненых[282].
- 18 ноября — повстанцы атаковали лесничество в Соколовке (Золочевский район), пятнадцать поляков-лесников оказали сопротивление. Произошло ожесточенное сражение, которое длилось, по одной из версий, до полуночи, а по другой — до утра. В столкновении погибли гаевой и один из служащих, но одновременно и несколько (возможно, до десяти) уповцев. Около полуночи было достигнуто перемирие. В обмен на освобождение двух заложников — женщины и ребенка (по другой версии заложников было пятеро) — повстанцам разрешили забрать убитых и раненых и отступить[283].
- 22 ноября — УПА напала на село Купичев. Оно было населено чехами и поддерживало польскую сторону в Волынской трагедии, выставив отряд ополченцев в поддержку дислоцированного в селе гарнизона АК. Уповцы имели «танк» (трактор, обшитый панцирем и оснащенный малокалиберной пушкой). К счастью для защитников, «танк» во время атаки сломался, а появление подразделения АК под командованием «Ястреба» (Владислава Черминского) окончательно заставило украинцев отступить[284].

### Декабрь
- 18 декабря — в результате нападения отряда БХ Станислава Басая-«Рыси» на Пересоловичи (Грубешувский повят)[укр.] погибли 18 украинцев[272].
- 24 декабря — отряд БХ «Рыси» убил 22 украинца (в том числе 1 женщина и 1 ребенок) и 1 поляка в Модрыни[285].
- 31 декабря — большие силы уповцев атаковали базу самообороны в Оржеве. Не видя возможности противостоять им, поляки решили отступить к расположенной на расстоянии шести километров Клеване. Погибли около тридцати поляков[286].

## Междоусобная борьба между фракциями ОУН
- 22 февраля — член Провода ОУН-Б Александр Бусел (Ванька), прибыл в штаб Полесской Сечи с миссией установить контакт и выработать политическую линию совместных действий на будущее, а также подчинить Полесскую сечь ОУН-Б. Переговоры в конечном итоге не дали желаемого результата. Вот как об этом вспоминал командир Полесской Сечи атаман Тарас Бульба-Боровец: «Это был земляк и школьный товарищ секретаря нашей организации довоенного времени, Геннадия Янкевича, из Клевани, Ровенской области. Лично мы дальше были приятелями, а политически — согласно тоталитарным принципам их партии — мы были "врагами"»[287].
- 9 апреля — в селе Золотолин Костопольского района прошла встреча между Волынским краевым проводом ОУН-Б и Тарасом Бульбой-Боровцем. Бандеровскую сторону представляли: Дмитрий Клячкивский, начальник штаба УПА Юлиан Ковальский, организационный референт Сарненского округа Евгений Татура, проводник Сарненского округа Иван Литвинчук-«Дубовой» и Василий Ивахив-«Сонар». С противоположной стороны находились Тарас Боровец и его начальник штаба Леонид Щербатюк-«Зубатый» с охраной. Главную роль на этой встрече играл именно командующий бандеровскими отрядами Ивахив. Он был сторонником объединения обоих формирований с общим штабом. Конкретно обе делегации только пришли к договоренности, что объединённые формирования будут действовать под общим названием УПА. Соответствующий приказ был издан[65].
- 11 мая — во Львове неизвестные киллеры застрелили известного деятеля ОУН-М Ярослава Барановского, в этом покушении мельниковцы немедленно обвинили бандеровцев[288].
- 6-7 июля — у села Людвище (Кременецкий район) курень УПА Петра Олейника-«Остапа» окружил мельниковский курень «Хрена» (Николая Недзведского), а его партизан (в том числе Максима Скорупского-«Макса») в ультимативной форме принудили влиться в ряды УПА[289][290].
- 19 августа — на хуторе близ села Хмелевка (Костопольский район) боевка СБ-ОУН напала на штаб Полесской Сечи, пленив часть её командиров. Среди пленных была жена Тараса Боровца, Анна Опоченская (по происхождению чешка). Чуть позже в ноябре, Опоченскую убили якобы из-за того, что она — польский агент[291].